# Байсвайль
Байсвайль (нім. Baisweil) — громада в Німеччині, знаходиться в землі Баварія. Підпорядковується адміністративному округу Швабія. Входить до складу району Остальгой. Складова частина об'єднання громад Еггенталь.
Площа — 26,28 км2. Населення становить 1303 ос. (станом на 31 грудня 2020).